# Malé Zlievce
Malé Zlievce é um município da Eslováquia, situado no distrito de Veľký Krtíš, na região de Banská Bystrica. Tem 9,05 km² de área e sua população em 2018 foi estimada em 292 habitantes.

## Demografia
| Ano:        | 1994 | 2004   | 2014    | 2024   |
| ----------- | ---- | ------ | ------- | ------ |
| Broj ljudi: | 236  | 252    | 279     | 285    |
| Razlika:    |      | +6,77% | +10,71% | +2,15% |

| Ano:               | 2023 | 2024   |
| ------------------ | ---- | ------ |
| Número de pessoas: | 274  | 285    |
| Diferença:         |      | +4,01% |